# هيو تشيشولم
هيو تشيشولم (بالإنجليزية: Hugh Chisholm)‏ (و. 1866 – 1924 م) هو صحفي من بريطاني، ولد في لندن، توفي في لندن، عن عمر يناهز 58 عاماً.